# 感応寺 (瀬戸市)

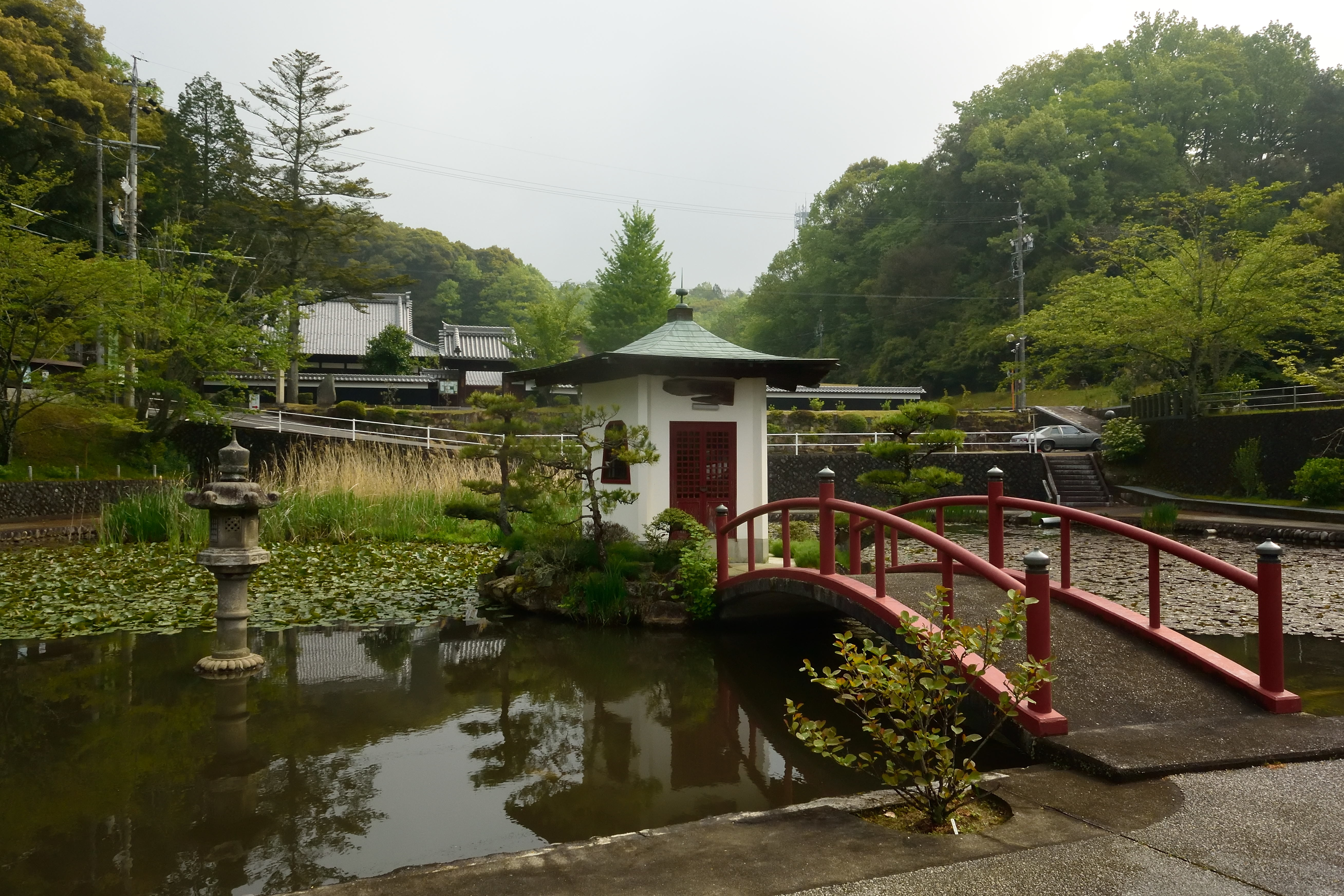
随心池 弁天堂

感応寺（かんのうじ）は、愛知県瀬戸市水北町に所在する臨済宗妙心寺派の寺院。山号は小金山。行基を開基とし、この地方では最も古い寺院の一つ。

## 概要
天平6年（734年）、行基が当地を訪れ小金神社を鎮守として開基したと伝えられる。当初は天台宗であったが、やがて臨済宗妙心寺派に属し、定光寺の末寺となる。
応永19年（1412年）、水野致高が入尾城で没すると当寺に葬られ、以来水野氏の菩提寺となった。

## 所在地
- 愛知県瀬戸市水北町1950

## 交通アクセス
- 愛知環状鉄道・愛知環状鉄道線 中水野駅から徒歩で約10分。

## 寺院周辺
- 水野代官所跡
- 曽野稲荷